# Сент-Эжен (Эна)
Сент-Эже́н (фр. Saint-Eugène) — коммуна во Франции, находится в регионе Пикардия. Департамент коммуны — Эна. Входит в состав кантона Эссом-сюр-Марн. Округ коммуны — Шато-Тьерри.
Код INSEE коммуны — 02677.

## Население
Население коммуны на 2010 год составляло 238 человек.
| 1962 | 1968 | 1975 | 1982 | 1990 | 1999 | 2010 |
| ---- | ---- | ---- | ---- | ---- | ---- | ---- |
| 191  | 176  | 148  | 191  | 191  | 203  | 238  |

## Экономика
В 2010 году среди 151 человека трудоспособного возраста (15—64 лет) 108 были экономически активными, 43 — неактивными (показатель активности — 71,5 %, в 1999 году было 56,9 %). Из 108 активных жителей работали 96 человек (54 мужчины и 42 женщины), безработных было 12 (6 мужчин и 6 женщин). Среди 43 неактивных 14 человек были учениками или студентами, 20 — пенсионерами, 9 были неактивными по другим причинам.